# Музыкальный минимализм в России
Музыкальный минимализм в России появился приблизительно в середине 1970-х годов и оказал определённое влияние на формирование мирового минималистского искусства. Зарождение минимализма в стране связано с именами Арво Пярта, Валентина Сильвестрова и Владимира Мартынова. Ряд сочинений в духе минимализма написали Николай Корндорф, Александр Рабинович-Бараковский, Михаил Чекалин. Наиболее известными представителями музыкального минимализма второго десятилетия XXI века являются Антон Батагов, Алексей Айги, Павел Карманов, Евгений Гринько, Фёдор Бирючев и другие. Подобно тому, как многие американские и европейские композиторы не всегда причисляют себя к числу композиторов-минималистов, не всегда положительно характеризуют саму терминологию музыкального минимализма, российские музыканты также во многом дистанцируются от этого понятия и лишь немногие из них напрямую заявляют о своем тяготении к этому направлению.

## Музыкальный минимализм в СССР
Композиторы-минималисты, отдающие предпочтение строгой простоте выразительных музыкальных средств, в 1970-1980 годы во многом полагались на музыку Ренессанса, барокко, традиции церковной, религиозной музыки, наотрез отказывались от атональности и додекафонии. Владимир Мартынов под минимализмом подразумевает естественное состояние музыки, он включает в это понятие Григорианский хорал, Знаменный распев, тибетские сутры, вообще весь архаический фольклор, истоки минимализма, на его взгляд, общечеловеческие. В середине 1970-х годов Мартынов, как участник Московского ансамбля солистов, был одним из первых, кто знакомил советскую публику с произведениями Джона Кейджа и Терри Райли. Позднее он во многом переиначил идеи минималистов, в своей композиторской деятельности он основывается не только на традициях минимализма, но и на традициях древнерусского богослужебного пения, реставрацией памятников которого он занимался многие годы. В СССР особое религиозное направление минимализма разработал эстонский композитор Арво Пярт, который сам называет свою технику tintinnabuli  (от лат. «колокольчики»). В 1976 году он написал произведения Fur Alina и Trivium, а в 1977-1978 годах серию сочинений: Fratres, Cantus in memoriam Benjamin Britten, Tabula rasa, Arbos, Summa и Peegel peeglis. По мнению митрополита Илариона Алфеева, творчество Пярта примерно так же «религиозно мотивировано», как и творчество Баха, а его музыкальный язык «укоренен в церковной традиции» и «неразрывно связан с богослужебной традицей». Tintinnabuli во многом основывается на принципах минимализма, автор работает с трезвучиями в одной тональности. Музыку Пярта относят к духовному или сакральному минимализму и иногда сравнивают с работами молодого поколения немецких композиторов второй половины 1970-х годов, творчество которых в музыкальной среде получило название новой простоты. «Я обнаружил, что достаточно сыграть красиво один-единственный звук», — одно из самых часто цитируемых высказываний Пярта. К духовному минимализму часто относят и произведения грузинского композитора Гии Канчели. К предтечам советского минимализма иногда относят и Шандора Каллоша.
В меньшей степени минимализм повлиял на украинского композитора Валентина Сильвестрова. Художественный руководитель и дирижёр Московского камерного оркестра Misica Viva Александр Рудин считает, что музыку Сильвестрова минимализмом не назовёшь и что это понятие слишком примитивно для него. В духе минимализма и новой простоты начал писать и соратник Владимира Мартынова латвийский композитор Георгс Пелецис, на которого также оказала влияние религиозная, православная музыкальная культура.
Композитор Николай Корндорф вначале увлекался атональной музыкой, но после 1981 года пришёл к тональной диатонической музыке, с элементами репетитивной техники и некоторыми чертами минимализма, которые можно найти, например, в сочинении «Ярило» для фортепиано и магнитофонной плёнки. В 1990 годы он был участником Ассоциации современной музыки, более тяготевшей к музыкальному авангарду, атональной музыке. Взгляды Корндорфа отличались от взглядов других участников группы в том числе и особым отношением к минимализму. Эдисон Денисов, возглавлявший ассоциацию, относился к минимализму негативно.
Из книги "Неизвестный Денисов: Из Записных книжек (1980/81 - 1986, 1995)" (М.: Издательское объединение "Композитор", 1997. 160 с.):

"Новая простота" и "новый романтизм" — это такие же пустые понятия, как и "мини-музыка". Это всё — музыка для дураков (опять тот же блеф и одурачивание публики). Это — течения не опасные (ибо они слабы и случайны), но очень вредные для традиции в музыке (ибо они подменяют традицию псевдотрадиционностью).

Репетитивная техника отразилась и в творчестве Александра Рабиновича-Бараковского, ещё в середине 1970 годов эмигрировавшего в Швейцарию. Впрочем, не всегда репетитивная техника и минимализм идут рука об руку. По мнению музыкального критика Петра Поспелова, ни музыка Корндорфа, ни музыка Рабиновича-Бараковского минимализмом называться не может. В одной из своих публикаций он привёл такую таблицу: 
| Минимализм/Репетитивная техника | Есть минимализм                                               | Нет минимализма                                                                  |
| ------------------------------- | ------------------------------------------------------------- | -------------------------------------------------------------------------------- |
| Есть Репетитивность             | Терри Райли, Стивен Райх, Филипп Гласс, Арво Пярт             | Владимир Мартынов, Николай Корндорф, Александр Рабинович-Бараковский, Джон Адамс |
| Нет Репетитивности              | Джон Кейдж, Мортон Фельдман, Ла Монте Янг, Александр Кнайфель | Михаил Глинка, Александр Алябьев, Эдисон Денисов, Леонид Половинкин              |

Иначе минимализм отразился в творчестве Михаила Чекалина, много экспериментировавшего с электронной музыкой, роком и эмбиентом. Проявился он и в работах Александра Кнайфеля. «Бездны пролегают внутри вещей, в которых не звуковые гроздья, а много тишины, много пауз и т.д. Один слышит мир насыщенным и ассоциативно перегруженным, а для меня это очень тяжко. Это проблема языка — вопрос очень интересный, но не нашего ума дело. Очень интересно, почему во всем мире нарастает необходимость вернуться к этой нулевой отметке», — так композитор прокомментировал вопрос журналиста о том, является ли его музыка минимализмом.

## 1990-2000 годы
В 1990 годы, по мнению музыкального критика Петра Поспелова, музыкальная жизнь в России приобрела камерный формат, для многих композиторов, в том числе тяготевших к минимализму, стал открыт телевизионный рынок рекламы, оставалась доступной и работа в киноиндустрии. Именно в этих сферах смогли проявить себя молодые композиторы минималистской направленности. 
Появились и целые фестивали, посвящённые этому направлению, например фестиваль «Альтернатива», организованный Алексеем Любимовым, Татьяной Диденко, Дмитрием Уховым, Антоном Батаговым.
Композитор Юрий Ханон в начале 1990 годов провёл серию концертов «Засушенные эмбрионы», на которых впервые в России прозвучали вокальные сочинения и фортепианные произведения предтечи минимализма Эрика Сати, а также его последователей (ещё в 1986 году он впервые в СССР и России исполнил некоторые произведения Дариуса Мийо). Позднее, в 2010 году, он опубликовал книгу «Эрик Сати, Юрий Ханон: Воспоминания задним числом», куда вошли статьи, заметки, письма французского композитора. Хотя некоторые авторы отмечают отдельные элементы минимализма в так называемой «Средней музыке» Юрия Ханона (в частности, в его «Средней симфонии»),:512 всё же манера этого автора больше связана непосредственно с творчеством Эрика Сати и Александра Скрябина, чем с минимализмом. Впрочем, своей концертной и литературной деятельностью Юрий Ханон сделал немало, чтобы открыть российской публике особенности и историю этого музыкального направления.
В 1994 году возник ансамбль «4’33» Алексея Айги, названный в честь знаменитого произведения Джона Кейджа «4′33″». Тогда же началось формирование и самого Алексея Айги как композитора-минималиста. В этот же период первые композиции в этом стиле написали Павел Карманов и  Сергей Загний, в 1993—1995 годы работавший в Термен-Центре. Если вначале Сергей Загний писал музыку под сильным влиянием работ Терри Райли и Арво Пярта, то позже отошёл от этого направления. Пётр Поспелов считает, что в его музыке слышны такие качества, как «минималистская динамика», «минималистский эффект».
Серьезное отличие российского, а ранее и советского минимализма в том, что его представители (Мартынов, Пярт) часто обращались к православной, христианской музыкальной традиции, песнопениям, в то время как американский минимализм зиждется более на восточной философии, буддизме. Однако и на ряд российских композиторов-минималистов оказала влияние именно буддийская философия, например на Антона Батагова. Композитор тесно сотрудничает с некоторыми кинорежиссёрами и телестудиями, для которых он писал музыку. Российский минимализм вообще нашёл себе широкое применение в киноискусстве. Так, музыку Павла Карманова, которого к минимализму привело знакомство с работами  Стива Райха, можно услышать в фильмах Тимура Бекмамбетова, Александра Котта, Нурбека Эгена, Алексея Ханютина, Валерия Тодоровского, музыку Алексея Айги — в фильмах Владимира Хотиненко, Кирилла Серебренникова, Павла Лунгина, музыку Леонида Десятникова, который сам называет своё творчество «минимализмом с человеческим лицом» , — в фильмах Валерия Тодоровского, Алексея Учителя, Павла Лунгина. По мнению некоторых музыковедов, минималистское искусство абсолютно по-своему передаёт атмосферу кадра или сцены. Так, работы Филиппа Гласса и Майкла Наймана во многом стали известны благодаря фильмам, где звучала их музыка. Сочинения Гласса звучат и в российском кино, например у Андрея Звягинцева (как и работы Арво Пярта). Российский режиссёр сам признается, что минимализм ему близок по духу. Элементы минимализма, не только музыкального, проявляются в фильмах Валерия Тодоровского, Андрея Прошкина и других.

## XXI век
После 2000 года музыкальный минимализм в России вышел за рамки исключительно академического направления. Появился ряд композиторов без серьёзного музыкального образования, работающих в этом стиле.    
Пианист-самоучка Дмитрий Евграфов издавался на таких лейблах, как  Sonic Reverie Records и Fat Cat Records, где также выпускались работы Макса Рихтера, Хаушки и Дастина О’Хэллорана. Большую поддержку его творчество получило у одного из видных авторов минималистской музыки Нильса Фрама. Участвовал в серии концертов Sound Up вместе с Грегом Хейнсом. В юном возрасте начал писать музыку и Денис Стельмах, которого вдохновляли работы Людовико Эйнауди и Яна Тирсена. Нет музыкального образования и у Евгения Гринько, который больше известен в Турции, чем в России.
Одна из характерных особенностей этого периода заключается в том, что записать альбом или композицию можно и в домашних условиях. Так делали и Денис Стельмах, и Миша Мищенко, работы которого были изданы российским лейблом и концертным агентством Flowers Blossom in the Space. Эта компания одна из немногих в России занимается продвижением современных западных и российских композиторов-минималистов, при этом её руководитель Данила Селивёрстов говорит о приверженности не столько к минимализму, сколько к неоклассике, понятие которой очень растяжимо. Ближе к академическому направлению оказался другой представитель лейбла Flowers Blossom in the Space Илья Бешевли, который учился в Российской академии музыки имени Гнесиных. В творчестве Фёдора Бирючева, выпускника Московского государственного института культуры, прослеживается соединение академической традиции и современного сочинительского подхода.

## Концертная деятельность
Российскую публику знакомили с минимализмом такие исполнители, как Алексей Любимов, Татьяна Гринденко, Марк Пекарский, Сергей Полтавский. Пианистка Ксения Башмет активно сотрудничает с композитором Павлом Кармановым, который считает, что если человек во время прослушивания концерта минималистской музыки не вошёл в медитативное состояние, он не поймет смысла происходящего и заскучает. Сами авторы часто знакомят публику со своей музыкой. Так, Фёдор Бирючев представляет свои работы на концертах и фестивалях во многих странах Европы и Азии. 

## Список российских композиторов и музыкантов, творчество которых связано с минимализмом
- Сергей Ахунов[36]
- Пётр Айду
- Алексей Курбатов
- Фёдор Бирючев
- Кирилл Рихтер[37]
- Никола Мельников
- Игорь Хабаров[38]
- Евгений Гринько
- Никита Зельцер[39]
- Владислав Артемьев
- Дмитрий Батин